# کینگزدون، سامرست
کینگزدون (به انگلیسی: Kingsdon) یک روستا و محله مدنی در بریتانیا است که در سامرست جنوبی واقع شده‌است. کینگزدون ۳۰۳ نفر جمعیت دارد.